# Scipio Aemilianus
Publius Cornelius Scipio Aemilianus Africanus Numantinus (185 př. n. l. – 129 př. n. l.), častěji nazývaný Scipio Africanus mladší nebo Scipio Aemilianus, byl významným vojevůdcem a politikem v dobách vrcholné římské republiky, který velel vojsku, jež v roce 146 př. n. l. dobylo a vypálilo Kartágo. Později se stal vůdcem protigracchovské opozice v římském senátu.
Narodil se jako druhý syn Lucia Aemilia Paulla Macedonica, dobyvatele Makedonie. V sedmnácti letech bojoval po otcově boku v bitvě u Pydny, která rozhodla o osudu makedonského království. Byl adoptován Publiem Corneliem Scipionem, nejstarším synem Publia Cornelia Scipiona Africana, načež přijal nové jméno Publius Cornelius Scipio Aemilianus.

## Přemožitel Kartága, dobyvatel Numantie
Na konci padesátých let, v době kdy Římany v Hispánii stíhala jedna pohroma za druhou, Scipio Aemilianus dobrovolně nabídl své služby v této provincii, přičemž využil vlivu, jenž mezi místními domorodými kmeny získal jeho adoptivní děd během svého působení v Hispánii před bezmála šedesáti lety. Krátce na to byl pověřen úkolem vystupovat jako rozhodce ve sporech Kartaginců a numidského krále Massinissy, který s podporou části římského senátu podnikal neustálé vpády na kartaginské území. V roce 149 př. n. l. vyhlásili Římané na naléhání Catona staršího Kartágu válku a vyslali armádu do severní Afriky.
Třebaže počáteční vojenské operace nevyznívaly příliš ve prospěch Římanů, Scipio Aemilianus, který zde tehdy sloužil jako nižší důstojník, se v bojích opakovaně vyznamenal a v roce 147 př. n. l. byl proto zvolen konzulem navzdory tomu, že dosud nedosáhl věku potřebného k zastávání velitelské pozice. Po téměř roce zuřivých bojů plných výjimečných hrdinských činů na straně útočníků i obránců Římané Kartágo dobyli. Senát poté vydal příkaz srovnat město se zemí. Během návratu do Říma oslavil Scipio Aemilianus velkolepý triumf a senát mu přiznal nárok užívat čestné agnomen Africanus.
V roce 142 př. n. l. vykonával úřad cenzora a pokoušel se zamezit vzrůstajícímu přepychu a morálnímu úpadku v římské společnosti. O tři roky později byl Scipio Aemilianus neúspěšně obviněn z vlastizrady jistým občanem, kterého vyloučil ze senátu. Řeči pronesené Aemilianem na svou obhajobu (dnes již ztracené) byly jeho současníky pokládány za vskutku vynikající ukázku rétorského umění.
V roce 134 př. n. l. opět zastával konzulát. Senát ho poslal do Hispánie, kde se demoralizované římské vojsko marně pokoušelo dobýt město Numantii, ležící na řece Duero, a ukončit tak numantskou válku. Po svém příchodu navrátil během několika měsíců vojákům jejich upadající sebedůvěru a obnovil disciplínu ve vojsku. Následně sevřel Numantii neprodyšným obležením a po dalších několika měsících dobývání a vyhladovění se Numantie v roce 133 př. n. l. vzdala, čímž byl definitivně zlomen odpor Keltiberů. Většina Hispánie se od tohoto okamžiku stala víceméně stabilní římskou provincií. Za tyto zásluhy obdržel další čestnou přezdívku – Numantinus.

## Odpůrce Gracchů
Ačkoliv Scipio Aemilianus nepatřil právě k horlivým stoupencům konzervativních kruhů v senátu, rozhodně vystoupil proti reformním snahám Gracchů. Když se doslechl o násilné smrti Tiberia Graccha (jehož sestru Sempronii pojal kdysi za manželku), měl prý odcitovat verš z Odyssey: „Tak zahynou všichni, kdož se pokusí o totéž.“
Po svém návratu do Říma byl tribunem lidu Gaiem Papiriem Carbonem veřejně vyzván, aby vyjádřil, co si myslí o okolnostech Gracchovy smrti, načež Aemilianus odvětil, že byl zabit zcela po právu. Dav vyslechnuvší tento komentář zahrnul senátora urážkami a rozhořčeným pokřikem, na což Aemilianus ihned zareagoval slovy: „Nikdy jsem neprojevil bázeň tváří v tvář nepříteli. Měl bych snad být nyní vystrašen vaším křikem, vy nevlastní synové Itálie?“ Tím si vysloužil upřímnou nenávist populárů, kteří byli od nynějška vedeni jeho nejzarytějšími nepřáteli.
Brzy poté, v roce 129 př. n. l., byl nalezen mrtvý ve své posteli v den, kdy zamýšlel učinit projev týkající se agrárních reforem Gracchů. Záhada obestírající jeho smrt nebyla nikdy vyřešena a třebaže se nikdy neprokázaly politické příčiny jeho skonu, existuje silná domněnka, že byl zavražděn nějakým stoupencem Gracchů. Cicero v souvislosti s tímto zločinem výslovně obviňuje Carbona.

## Hodnocení
Scipio Aemilianus, výjimečný muž a vojevůdce, bude navždy spojován se zničením Kartága. Ačkoliv svědomitě vyplnil vůli senátu, zděšení z toho, že jednou stihne stejný osud i jeho město, vypovídá o jeho humánnosti. Byl velice kultivovaným a kulturním člověkem, který se rád zdržoval v přítomnosti takových jedinců, jakými byli řecký historik Polybios, filozof Panaitios, básníci Gaius Lucilius a Terentius. Podle Polybia a Cicerona disponoval Scipio Aemilianus všemi ctnostmi starých Římanů. Jeho naprosto unikátní výmluvnosti se zcela vyrovnaly jeho velitelské schopnosti a mimořádná odvaha, jíž projevoval jako voják. Vyjadřoval se pozoruhodně vytříbenou latinou, kterou dával na odiv ve vážných, intelektuálních rozpravách.
Po dobytí Kartága vrátil řeckým obcím na Sicílii mnohá umělecká díla, o která je Kartaginci oloupili během staletí vzájemných konfliktů. Sám nikdy nevyužil jediné z nesčetných příležitostí k vlastnímu obohacení. Přestože byl politickým oponentem Gracchů, nedá se o něm říci, že by byl nepřítelem zájmů lidu. Ve skutečnosti byl umírněným mužem, který dával přednost smírným řešením sporů před násilím, ovšem jak už se to často umírněným politikům v radikálních časech stává, nakonec se ocitl v nepřízni obou znepřátelených táborů.
I přes jeho mírnost se jeho řečnické umění vyznačovalo břitkým až sžíravým humorem. Jeho kousavé komentáře byly nepochybně oceňovány davem, současně mu ale z jeho politických oponentů vytvářely rozhodné nepřátele. Jeho opakované projevy nerespektování zákonů navíc předznamenávaly dobu občanských válek posledního století římské republiky.